# Keswick (Cumbria)
Keswick (IPA: /ˈkɛzɪk/; 4281 ab.) è una città di mercato del Regno Unito nella contea inglese di Cumbria.
Si trova sulla sponda settentrionale del lago Derwent, nel parco nazionale del Lake District.

## Monumenti e luoghi d'interesse
- Cerchio di pietre di Castlerigg (nei dintorni)

## Sport

### Corsa in montagna
Keswick ha ospitato i Campionati del mondo di corsa in montagna nel 1988.